# ماردندان‌ها
ماردندان‌ها (نام علمی: Chiasmodon) نام یک سرده از خانواده ماهی‌های ماردندان است.